# 2017年沙伊拉特打击行动
2017年4月7日，叙利亚内战期间，美国海军从位于地中海的伯克级驱逐舰上发射了59枚战斧巡航导弹，打击位于叙利亚境内由叙利亚政府军控制的沙伊拉特空军基地。俄罗斯联邦国防部随后统计，有23枚命中目标，其余36枚尚不得而知。隨後美軍所發布的偵察照片則顯示清晰的彈著點，59枚巡弋飛彈全部命中，並將機庫中的飛機及機場儲油設備摧毀。此次军事打击行动由美国总统特朗普下令，以报复3天前，发生在汗谢洪的化学武器袭击事件。美国政府声称从该基地起飞的飞机，执行了针对平民的化学武器攻击，故而开展打击行动。这是美国首次有目的性地打击叙利亚境内的军事目标。

## 緣起
在汗谢洪化学武器袭击事件後，美國總統川普於4月5日指示國防部長詹姆士·馬提斯提出軍事選項應對這一事件，美國國防部於隔日提交了最終的行動計畫。而總統川普則於美東時間4月6日16時30分批准對敘利亞沙伊拉特空軍基地發動攻擊的计划。

## 攻击

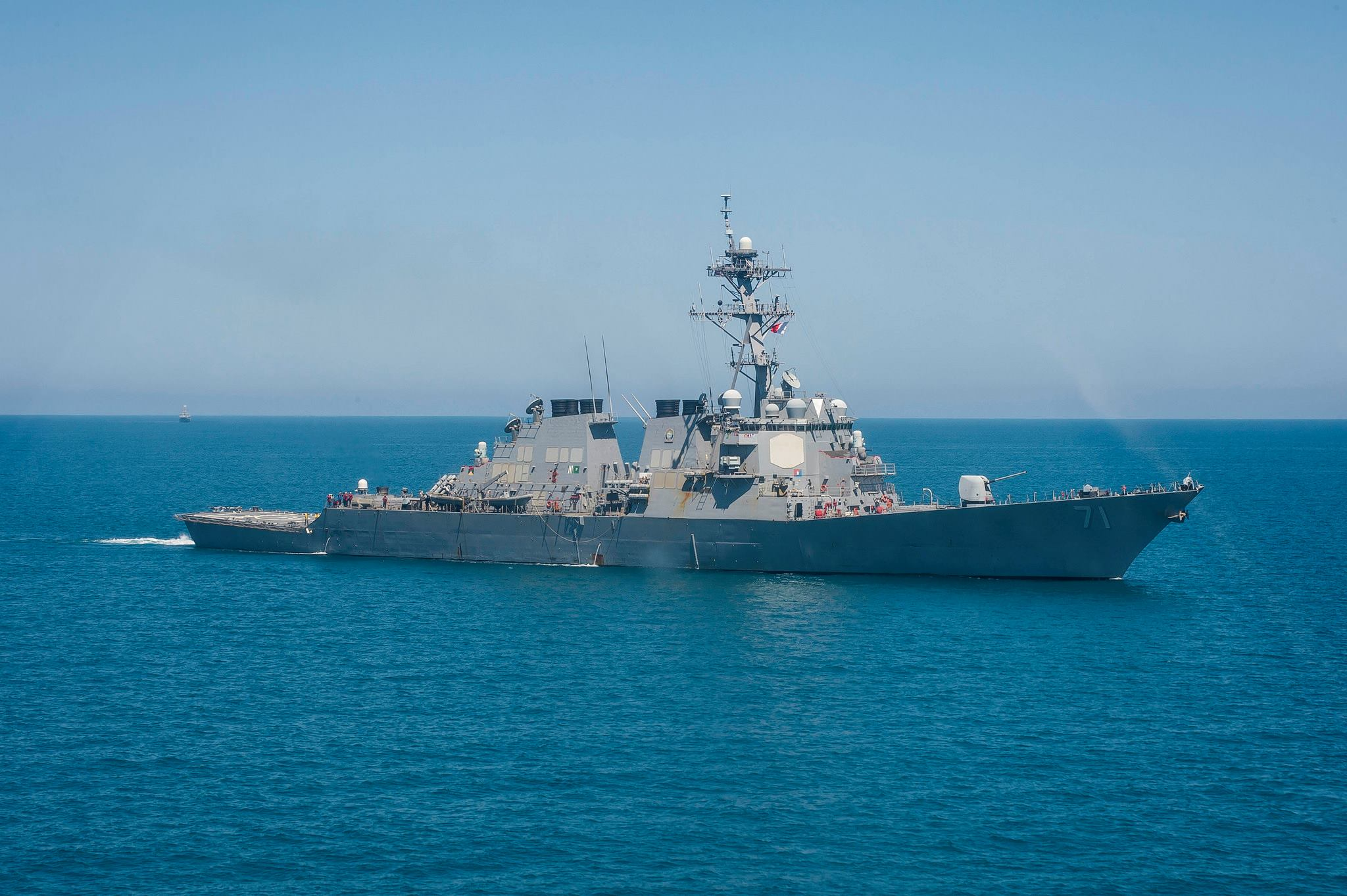
罗斯号 (DDG-71)

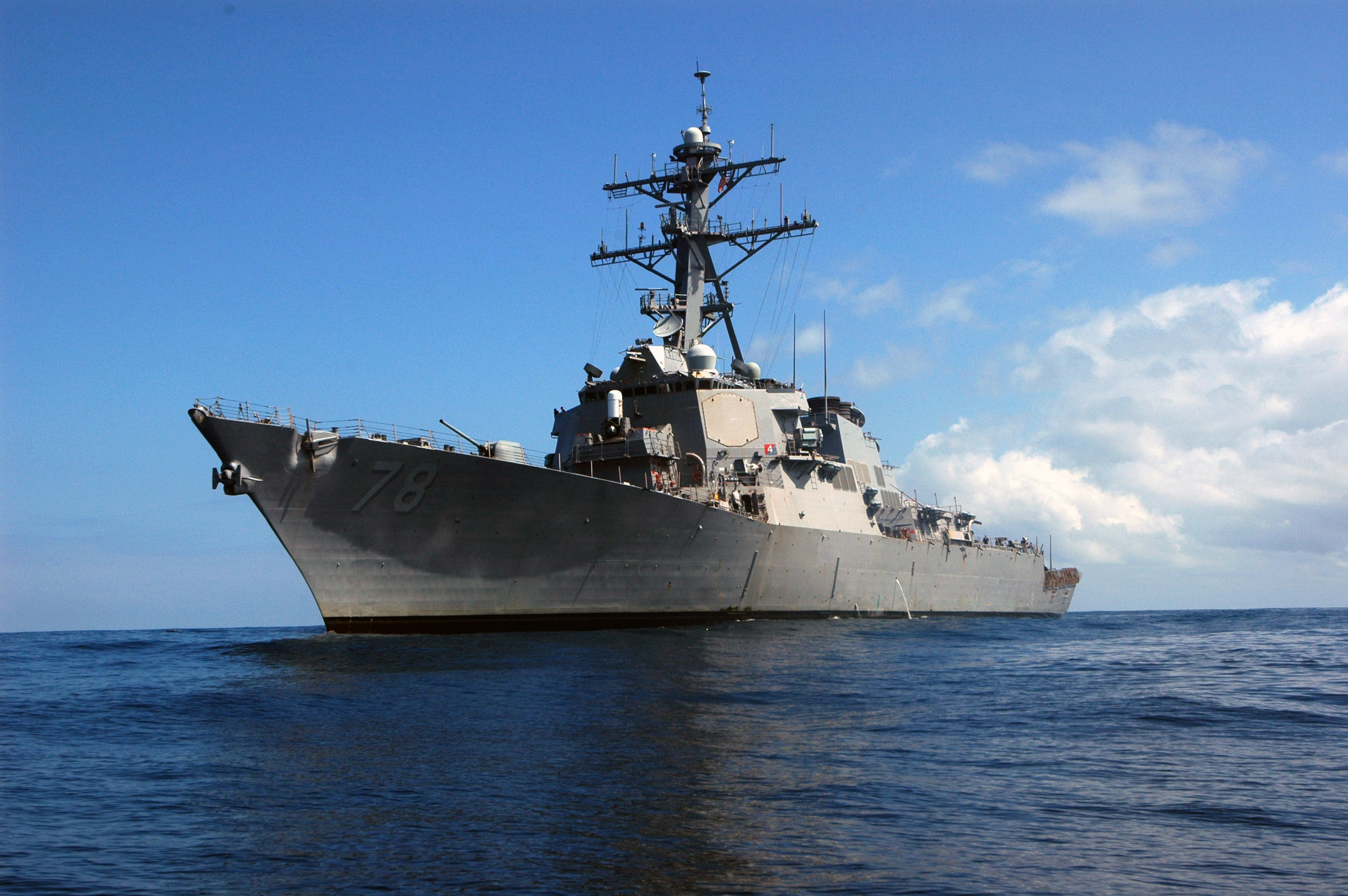
波特号 (DDG-78)

2017年4月6日晚间，根据战争权限法，总统特朗普将打击叙利亚的计划知会国会。根据白宫的声明，超过24名议员听取了简报。
空袭的目标是位于叙利亚霍姆斯省境内的沙伊拉特空军基地。这座机场有可能是4日发生在汗谢洪的化学武器袭击事件中，战斗机起降的机场。这次袭击的重点打击对象为机场的防空力量、战机、机库以及油料储备。当地时间凌晨4：40分两艘伯克级驱逐舰参与了此次行动，分别为罗斯号 (DDG-71)和波特号 (DDG-78)，共计发射了60枚战斧巡航导弹，其中1顆落入水中。俄罗斯联邦国防部随后统计，有23枚命中目标，其余36枚尚不得而知。美国中央司令部在随后向媒体发出消息，行动摧毁了空军基地的战机、防御机库、石油和后勤储备、弹药库、机场防空系统和雷达。一家俄罗斯电视台称，有9架飞机被摧毁，当时应该没有飞机在执行任务。
美国在开展打击行动前，知会了一些国家，例如澳大利亚和俄罗斯。当时机场内可能有俄罗斯军人。叙利亚政府方面的报告统计，共有16人在这次袭击中死亡，其中7人为叙利亚士兵。叙利亚人权观察组织称，这次空袭摧毁了一定数量的机库，一座油料库以及一座防空基地。这是特朗普上任以来首次对效忠阿萨德政权的军事力量展开行动。

## 后果
空袭后国际金融市场反应明显，国际油价随即上涨2%。现货黄金跳涨近10美元。日元作为避险货币，兑美元上涨0.46%。美国国内股市则普遍小幅下跌，但于次日涨回。
俄罗斯表示将和美国达成协定，以避免在空中的武装冲突。俄罗斯国防部发言人称，将强化叙利亚境内的防空设施，为其境内的重要基础设施建设提供保护。
霍姆斯省的政府官员表示，在霍姆斯省东部，伊斯兰国向政府军控制的战略石油储备发动了多轮攻击，但最终被击退。

## 各方反应

### 叙利亚
叙利亚国家媒体将此次打击称为侵略行为。而叙利亚政府军则表示，将继续打击境内的恐怖组织，维持区域内的和平。
霍姆斯省省长巴拉齐表示，这次袭击证明了美军支持在叙利亚境内的恐怖行动。他在接受媒体的采访时说，他对“叙利亚境内恐怖组织节节败退后，背后支持方主动出手干预的行为”并不意外。
一名叙利亚反对派和革命力量全国联盟的发言人表示，乐见此次军事行动，并希望美军参与未来更大的作战计划，最终领导叙利亚境内的政权更迭。

### 美国

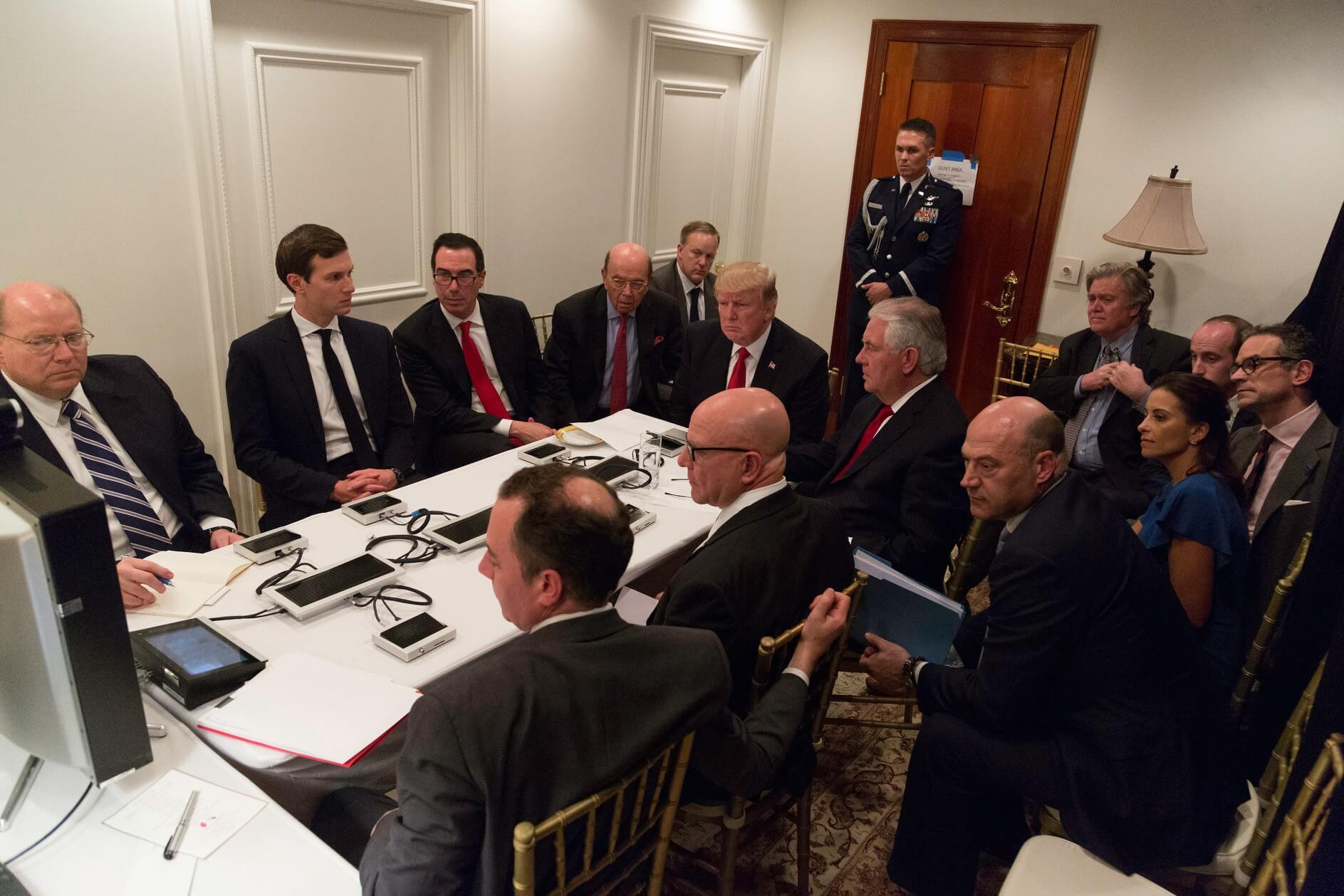
总统特朗普在国安会议上听取此次行动的简报，通过视频电话于国防部长詹姆斯·马蒂斯和參謀長聯席會議主席约瑟夫·邓福德交谈。

国会议员对于此次打击行动的意见不一。美國眾議院議長保罗·莱恩表示，此次行动“适当且恰到好处”。美國眾議院少數黨領袖蘭希·佩洛西称，这次美军的行动，是对叙利亚境内用化武对平民展开攻击行为的适当反应。参议院少数党领袖查克·舒默说，必须让阿萨德明白，开展针对平民开展化学武器攻击，就必须承受相应的后果。参议员约翰·麦凯恩和林賽·格雷姆认为，和上一届政府不同，特朗普政府敢于采取行动，因此，他（特朗普）值得美国民众的支持。
也有不少议员不认同总统特朗普的做法。华裔众议员劉雲平表示，这次行动事先没有在国会敲定，对美国人民也缺乏一个解释。众议院塞斯·穆爾頓讽刺，特朗普总统如此关心叙利亚的民众，需要用到导弹来攻击，却不让叙利亚的难民入境美国来避难。参议员克里斯·康斯则说，他非常担忧，未来美国政府可能在缺少一个周全和完整的计划的前提下，贸然在叙利亚进一步增加兵力。女性众议员图茜·加伯德批评，此次升高叙利亚的情势的行动是短视的，只会导致更多的平民伤亡，让更多难民流离失所，扶持基地组织以及其他恐怖组织的气焰，升至可能引起美国和俄罗斯之间的核战争。
數百名抗議者聚集在美國十多個城市（包括曼哈頓、洛杉磯、傑克遜維爾、波士頓、芝加哥、達拉斯、華盛頓哥倫比亞特區、舊金山、西雅圖等市區），以反對特朗普對敘利亞空軍基地的導彈襲擊。儘管示威活動大都是和平的，但仍有抗議民眾遭警方逮捕。抗議民眾主要是透過「立即停止戰爭和種族主義聯盟」組織，該聯盟要求美國政府「髒手勿碰敘利亞」、結束美國對敘利亞的戰爭，並對化学武器袭击事件進行獨立調查。

### 国际
这次行动得到了国际上一定的支持。澳大利亚、巴林、加拿大、法国、格鲁吉亚、德国、以色列、意大利、日本、约旦、科威特、立陶宛、波兰、挪威、卡塔尔、罗马尼亚、沙特阿拉伯、土耳其、乌克兰、阿联酋和英国均表示总体上支持这次打击行动，称要对针对平民的军事行动，传递强烈的讯息。中華民國在事件後譴責敘利亞使用化學武器的行為，並指「支持國際社會制裁這項暴行」。荷兰则表示，理解此次行动，但是希望战争的情势能尽快降低。北约和欧盟均表示对此次行动持支持态度。
适逢中国国家主席习近平访问美国，外交部发言人华春莹表示，中華人民共和國持一贯的立场，反对使用武力。环球时报在网上发表文章，批评特朗普的做法造成了美俄之间的外交争端，美国在化武袭击事件还没有定论，没有国际组织展开调查的情况下发动攻击。
伊朗政府谴责此次空袭，称单方面的行动会助长恐怖主义，让战争更加复杂化。伊朗總統哈桑·羅哈尼抨擊美國對敘利亞的軍事行動， 呼籲國際調查團要「中立公正的尋找實證」。俄罗斯总统普丁的发言人佩斯科夫称，此次行动「違反國際法」，是特朗普政府对于伊拉克战争中的伤亡，转移国际焦点，也严重妨碍了俄美關係的发展。俄罗斯外交部谴责此次袭击，称此次行动违反国际法，也违背了美国此前签署的諒解備忘錄。俄罗斯随即呼吁安理会召开紧急会议讨论美国单方面的军事行动。俄罗斯外交部长谢尔盖·维克托罗维奇·拉夫罗夫将这次行动比作2003年美国入侵伊拉克。
埃及外交部呼吁美国和俄罗斯冷静处置，尽快结束已经持续了6年的叙利亚内战。